# Diomédé (mère d'Euryale)
Pour les articles homonymes, voir Diomède (homonymie).
Dans la mythologie grecque, Diomédé ou Diomède (en grec ancien Διομήδη / Diomếdê) est l'épouse d'un certain Pallas d'Argos et la mère d’Euryale. Dans l’Iliade cependant, le père d’Euryale est nommé Mécistée, fils du roi d'Argos Talaos.